# George Joseph Smith

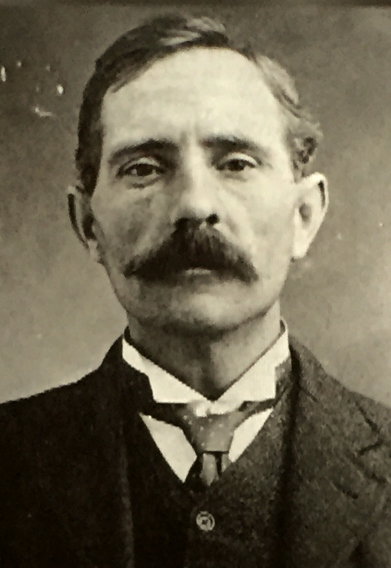
George Joseph Smith

George Joseph Smith (* 11. Januar 1872 in London; † 13. August 1915 in Maidstone) war ein britischer Bigamist, der drei Frauen tötete.

## Leben

### Vorleben
George Joseph Smith wurde als Sohn eines Versicherungsagenten in Bethnal Green (London) geboren. Im Alter von neun Jahren wurde er in eine Besserungsanstalt in Gravesend geschickt und verbüßte später Freiheitsstrafen wegen Betruges und Diebstahls. 1896 wurde er für zwölf Monate inhaftiert, weil er eine Frau angestiftet hatte, ihre Arbeitgeber zu bestehlen. Mit der Beute eröffnete er eine Bäckerei in Leicester. Wahrscheinlich war dies seine letzte Berührung mit ehrlicher Arbeit.
1898 heiratete er Caroline Beatrice Thornhill (unter dem Falschnamen Oliver George Love) in Leicester; dies war seine einzige legale Heirat (1899 heiratete er eine andere Frau in bigamistischer Ehe). Das Paar zog nach London, wo sie für eine Reihe von Arbeitgebern als Dienstmädchen arbeitete und diese für ihren Mann bestahl. Sie wurde schließlich in Worthing gefasst und zu zwölf Monaten verurteilt. Bei ihrer Freilassung belastete sie ihren Mann, und er wurde im Januar 1901 für zwei Jahre inhaftiert. Bei seiner Entlassung floh Mrs. Love nach Kanada.
Smith ging dann zu seiner anderen Frau zurück, hob ihre Ersparnisse ab und verließ sie. Es ist nicht bekannt, mit wie vielen Frauen er in den folgenden Jahren ebenso verfuhr.
Bekannt ist jedoch, dass Smith im Juni 1908 Florence Wilson heiratete, eine Witwe aus Worthing. Am 3. Juli verließ er sie, nicht ohne 30 Pfund von ihrem Sparkonto abzuheben und ihre Besitztümer aus der gemeinsamen Wohnung in Camden zu verkaufen. Am 30. Juli heiratete er Edith Peglar, die sich auf eine Stellenanzeige als Haushälterin gemeldet hatte. Er pflegte monatelang zu verschwinden, wobei er sagte, dass er in einer anderen Stadt seinen Geschäften nachgehe, wobei es sich angeblich um Antiquitätenverkauf handelte. Zwischen seinen anderen Heiraten kam Smith immer zu Edith zurück und brachte Geld mit.
Im Oktober 1909 heiratete er unter dem Namen George Rose Smith Sarah Freeman. Wie bei Florence Wilson verließ er sie, nachdem er ihre Ersparnisse abgehoben und ihre Kriegsanleihen verkauft hatte, mit einer Beute von 400 Pfund. Danach heiratete er Bessie Munday, und danach Alice Burnham. Zwischen Alice Burnham und Margaret Lofty heiratete er im September 1914 Alice Reid unter dem Pseudonym Charles Oliver James. Zwischen 1908 und 1914 schloss Smith insgesamt sieben bigamistische Ehen, und in den meisten dieser Fälle begnügte Smith sich damit, vor seinem Verschwinden das Eigentum seiner Frauen zu plündern.

### Zwei Todesfälle
Eines Abends im Januar 1915 erhielt Division Detective Inspector Arthur Neil einen Brief von Joseph Crossley, dem eine Pension in Blackpool gehörte. Bei dem Brief lagen zwei Zeitungsausschnitte: Einer aus The News of the World, datiert vor Weihnachten 1914, über den tragischen Tod von Margaret Elizabeth Lloyd geb. Lofty, 38 Jahre alt, die in ihrer Wohnung in 14 Bismarck Road in Highgate verstorben war. Sie war von ihrem Ehemann John Lloyd und ihrer Vermieterin in ihrer Badewanne gefunden worden.
Der andere Ausschnitt enthielt den Bericht über eine gerichtliche Leichenschau vom 13. Dezember 1913 in Blackpool. Es handelte sich um eine Frau namens Alice Smith geb. Burnham, die in einer Pension dieser Stadt plötzlich in ihrer Badewanne verstorben war. Sie war von ihrem Ehemann George Smith gefunden worden.
Der Brief, datiert vom 3. Januar, war von Crossley, dem Pensionswirt der Eheleute Smith, im Namen seiner Frau und eines gewissen Charles Burnham geschrieben worden. Beide brachten zum Ausdruck, dass sie die auffällige Ähnlichkeit der beiden Vorfälle verdächtig fanden, und baten die Polizei um eine Untersuchung der Angelegenheit.

### Ermittlungen gegen Smith
Inspektor Neil ging zu 14 Bismarck Road, wo sich Mr und Mrs Lloyd am 17. Dezember eingemietet hatten. Die Vermieterin fand es merkwürdig, dass Mr Smith, bevor er das Zimmer nahm, zuerst das Bad besichtigt hatte. Die Badewanne war am Boden 50 Zoll (127 cm) lang und 66 Zoll (168 cm) am oberen Rand. Neil fand es schwer glaublich, dass eine Erwachsene wie Mrs Lloyd in einer so kleinen Badewanne ertrunken sein sollte, zumal die Wanne beim Auffinden von Mrs Lloyd zu drei Vierteln voll war. Er ging dann zum Leichenbeschauer, einem Dr. Bates, der den Totenschein ausgestellt hatte, und fragte vorsichtig nach etwaigen Zeichen von Gewalt gegen die Frau. Es gab keine, außer einem kleinen Hämatom oberhalb des linken Ellenbogens. Auffällig an der ganzen Sache war jedoch, dass Mr Lloyd keine Trauer gezeigt und für seine verstorbene Frau den billigsten Sarg bestellt hatte.
Bei weiteren Nachforschungen erfuhr Neil, dass am 18. ein Testament gemacht worden war, drei Stunden bevor Margaret Lloyd starb, dass der Alleinerbe niemand anders als Mr Lloyd war, und dass dieser das Testament einem Rechtsanwalt „zur Abwicklung“ übergeben hatte. Außerdem hatte Mr Lloyd alle ihre Ersparnisse an diesem Tag abgehoben.
Am 12. Januar meldete sich Dr. Bates. Er hatte eine Anfrage der Yorkshire-Versicherungsgesellschaft wegen des Todes von Margaret Lloyd erhalten. Drei Tage vor ihrer Hochzeit hatte sie eine Lebensversicherung über 700 Pfund abgeschlossen mit ihrem Ehemann John Lloyd als alleinigem Begünstigten. Neil bat den Arzt prompt, seine Antwort hinauszuzögern. Sofort forderte er von der Polizei in Blackpool weitere Daten über den Fall Smith an. Mrs Smith hatte ebenfalls eine Lebensversicherung abgeschlossen, ein Testament zugunsten ihres Mannes gemacht und die Wohnung in Blackpool erst genommen, nachdem Mr Smith die Badewanne besichtigt hatte.
Neil war jetzt überzeugt, dass er es mit demselben Mann zu tun hatte, und bat den Leichenbeschauer, einen günstigen Bericht an die Versicherung zu schicken. Er rechnete darauf, dass der Mann sich mit seinem Rechtsanwalt in Verbindung setzen werde, und ließ die Kanzlei Tag und Nacht beobachten. Schließlich erschien am 1. Februar ein Mann, auf den die Beschreibung von Lloyd/Smith passte. Inspektor Neil stellte sich vor und fragte ihn, ob er John Lloyd sei. „Ja“, antwortete der Mann. Dann fragte ihn Neil, ob er auch George Smith sei. Das bestritt der Mann heftig. Inspektor Neil, der schon sicher war, dass John Lloyd und George Smith derselbe Mann waren, teilte ihm mit, dass er ihn zu einem Verhör wegen Bigamie mitnehme. Der Mann gab schließlich zu, dass er wirklich George Smith sei.
Neil vermutete, dass Smith dies zugab, weil er lieber Bigamie eingestehen wollte als Mord. Jedenfalls war Smith jetzt in Haft.

### Autopsien durch Bernard Spilsbury
Als Smith unter der Beschuldigung der Bigamie und dem Verdacht des Mordes verhaftet war, wurde der namhafte Pathologe Bernard Spilsbury gebeten festzustellen, wie die Frauen gestorben waren. Obwohl er der Pathologe des Innenministeriums und hauptsächlich beratend tätig war, stand er auch für die direkte Unterstützung der Polizei zur Verfügung.
Margaret Lloyds Leiche wurde exhumiert, und Spilburys erste Aufgabe war es zu überprüfen, ob Ertrinken die Todesursache war, und wenn ja, ob durch Unfall oder Fremdeinwirkung.
Er bestätigte das schon oben erwähnte Hämatom am Ellenbogen und fand zwei mikroskopisch kleine Zeichen. Auch die Anzeichen für Ertrinken waren nicht sehr ausgeprägt. Es gab keine Anzeichen für eine Herz- oder Kreislauferkrankung, aber der Befund deutete auf einen fast augenblicklichen Tod wie bei einem Herz- oder Gehirnschlag hin. Gift erschien auch möglich, und Spilsbury ordnete entsprechende Tests an. Schließlich schlug er Neil vor, einige Versuche mit derselben Badewanne anzustellen, in der Margaret gestorben war. Neil ließ sie in der Polizeistation aufstellen.
Obwohl die Exhumierung so diskret wie möglich vorgenommen worden war, hatte die Presse Wind davon bekommen, und es erschienen Artikel über „die Bräute im Bad“. Am 8. Februar hatte der Polizeichef von Herne Bay, einem kleinen Badeort in Kent, die Artikel gelesen, und sandte Neil einen Bericht über einen weiteren Todesfall, der den anderen beiden verblüffend ähnelte.

### Ein drittes Opfer
Ein Jahr vor Alice Burnhams Tod in Blackpool hatte ein gewisser Henry Williams ein Haus in 80 High Street, ohne Bad, für sich und seine Frau Beatrice „Bessie“ Munday gemietet, die er 1910 in Weymouth geheiratet hatte. Sieben Wochen später mietete er eine Badewanne. Er brachte dann seine Frau zu einem örtlichen Arzt, Frank French, wegen eines angeblichen epileptischen Anfalls – Mrs Williams klagte jedoch nur über Kopfschmerzen, für die ihr der Arzt ein Medikament verschrieb. Am 12. Juli 1912 weckte Mr Williams Dr. French und sagte, seine Frau habe einen weiteren Anfall erlitten. Er besuchte sie und versprach, am folgenden Nachmittag wieder zu  kommen. Jedoch war er überrascht, als er am folgenden Morgen von Mr Williams informiert wurde, dass seine Frau ertrunken sei. Der Arzt fand Bessie Williams in ihrer Badewanne, den Kopf unter Wasser, die Beine gerade ausgestreckt und die Füße aus dem Wasser ragend. Es gab kein Anzeichen von Gewalt, daher schrieb Dr. French das Ertrinken einem epileptischen Anfall zu. Die Leichenschau-Jury war anscheinend überzeugt und sprach Mr Williams den Betrag von 2.579 Pfund, 13 Schillingen, 7 Pence zu, wie es in Mrs Williams’ Testament stand, das fünf Tage vor ihrem Tod gemacht worden war.
Neil sandte nun Fotografien von Smith nach Herne Bay für eine mögliche Identifizierung und fuhr nach Blackpool, wo Spilsbury die Autopsie von Alice Smith durchführte. Das Ergebnis war das gleiche wie bei Margaret Lloyd: kein Anzeichen von Gewalt, alles deutete auf plötzlichen Tod, und wenig Anzeichen des Ertrinkens. Außerdem gab es wie bei Margaret Lloyd keine Giftspuren. Ratlos nahm Spilsbury Routine-Messungen der Leiche vor und ließ die Badewanne nach London schaffen.
Als Neil zurück in London war, hatte er eine Bestätigung aus Herne Bay bekommen. „Henry Williams“ war identisch mit „John Lloyd“ und „George Smith“. Als Spilsbury Bessie Williams untersuchte, fand er diesmal ein vermeintlich sicheres Zeichen des Ertrinkens: Gänsehaut. Wie bei den beiden anderen Todesfällen wurde die Badewanne, in der Mrs. Williams gestorben war, nach London geschickt.

### Aufklärung und Prozess
Wochenlang dachte Spilsbury über die Badewannen und die Körpermaße der Opfer nach. Angenommen, so dachte er, Bessie Williams hatte in der Tat einen epileptischen Anfall erlitten. Dessen erstes Stadium besteht aus einer Versteifung und Streckung des ganzen Körpers. In Anbetracht ihrer Größe (fünf Fuß sieben Zoll = 170 cm) und der Länge der Badewanne (fünf Fuß = 152 cm) hätte dabei der Oberkörper am schrägen Kopfende der Wanne nach oben geschoben werden müssen, weit oberhalb des Wasserspiegels. Das zweite Stadium besteht aus heftigen Spasmen der Glieder, die zum Körper gezogen und dann nach auswärts geschleudert werden. Daher konnte niemand von ihrer Größe auf diese Art unter Wasser geraten, noch nicht einmal, wenn sich im dritten Stadium die Muskeln wieder entspannten: Die Wanne war einfach zu klein.
Plötzlich fiel ihm eine mögliche Lösung ein. Gestützt auf Dr. Frenchs Beschreibung, wie er Bessie Williams in der Badewanne gefunden hatte, vermutete Spilsbury, dass Smith unter dem Vorwand einer Neckerei unter Liebenden Bessie an den Füßen gepackt und diese plötzlich zu sich gezogen haben müsse, wodurch der Oberkörper unter Wasser geriet. Das plötzliche Eindringen von Wasser in Nase und Kehle könnte einen Schock und plötzliche Bewusstlosigkeit verursacht haben. Dies würde das Fehlen von Verletzungen und die geringen Ertrinkungszeichen erklären.
Um Spilsburys Theorie zu testen, heuerte Neil mehrere erfahrene Taucherinnen von gleicher Größe und Körperbau wie die Opfer an. Er versuchte sie mit Gewalt unter Wasser zu drücken, aber dabei gab es unvermeidlich Anzeichen eines Kampfes. Schließlich tat Neil, was Spilsbury vorgeschlagen hatte: Er zog überraschend an den Füßen einer der Taucherinnen, und ihr Kopf glitt unter Wasser, bevor sie wusste, was ihr geschah. Neil erschrak, als er plötzlich bemerkte, dass die Frau sich nicht mehr bewegte. Er zog sie rasch aus der Wanne, aber er und der Arzt brauchten eine halbe Stunde, um sie wiederzubeleben. Als sie zu sich kam, berichtete sie, das einzige, woran sie sich vor dem Bewusstloswerden erinnere, sei der plötzliche Wasserschwall; dies obwohl sie einen Angriff erwartet hatte und eine erfahrene Taucherin war. So wurde Spilsburys Theorie bestätigt.
George Joseph Smith wurde am 23. März 1915 der Morde an Bessie Williams, Alice Smith und Margaret Lloyd angeklagt. Am 22. Juni begann sein Prozess vor dem Old Bailey. Obwohl ihm nach englischem Gesetz nur für den Mord an Bessie Williams der Prozess gemacht werden konnte, zog der Ankläger die beiden anderen Todesfälle heran, um Smiths Modus Operandi darzulegen; dies wurde vom Vorsitzenden Richter Scrutton trotz der Proteste von Smiths Verteidiger, Sir Edward Marshall Hall, erlaubt.
Die Geschworenen benötigten am 1. Juli etwa 20 Minuten, um Smith schuldig zu befinden. Er wurde zum Tode verurteilt. Smiths Berufung gegen Schuldspruch und Urteil wurde abgewiesen.

### Hinrichtung
Das Urteil an Smith wurde am 13. August vom amtlichen Henker John Ellis im Gefängnis von Maidstone, Kent (His Majesty’s Prison Maidstone, HMP M.), durch Erhängen vollzogen.